# Campionati del mondo di corsa campestre 2023
Il XLIV Campionato mondiale di corsa campestre si è tenuto ad Bathurst, Australia, il 18 febbraio 2023 all'interno del Mount Panorama Circuit. Alle 5 corse in programma hanno partecipato 403 atleti da 46 nazioni. Il titolo maschile è stato vinto da Jacob Kiplimo, mentre quello femminile da Beatrice Chebet.

## Nazioni partecipanti
Qui sotto sono elencate le nazioni che hanno partecipato a questi campionati (tra parentesi il numero degli atleti per ciascuna nazione).
- Atleti Rifugiati
- Australia
- Burundi
- Canada
- Cina
- Colombia
- Danimarca
- Egitto
- Emirati Arabi Uniti
- Eritrea
- Estonia
- Etiopia
- Figi
- Ghana
- Giappone
- Gran Bretagna

- Guam
- Hong Kong
- India
- Isola Norfolk
- Isole Cook
- Isole Marianne Settentrionali
- Isole Marshall
- Isole Salomone
- Kenya
- Kirghizistan
- Kiribati
- Lettonia
- Libano
- Marocco
- Messico
- Nuova Zelanda

- Pakistan
- Papua Nuova Guinea
- Polinesia francese
- Seychelles
- Singapore
- Somalia
- Spagna
- Stati Uniti
- Sudafrica
- Tanzania
- Uganda
- Uruguay
- Venezuela
- Zimbabwe

## Programma
| Data        | Ora (UTC+11) | Gara                     |
| ----------- | ------------ | ------------------------ |
| 18 febbraio | 15:30        | Staffetta mista          |
| 18 febbraio | 16:10        | Corsa under 20 femminile |
| 18 febbraio | 16:50        | Corsa under 20 maschile  |
| 18 febbraio | 17:30        | Corsa seniores femminile |
| 18 febbraio | 18:10        | Corsa seniores maschile  |

## Medagliati
| Specialità                | Oro                                                                                               | Prestazione | Argento                                                                                 | Prestazione | Bronzo                                                                                            | Prestazione |
| Individuale               |                                                                                                   |             |                                                                                         |             |                                                                                                   |             |
| Gara maschile (10 km)     | Jacob Kiplimo                                                                                     | 29'17"      | Berihu Aregawi                                                                          | 29'26"      | Joshua Cheptegei                                                                                  | 29'37"      |
| Gara femminile (10 km)    | Beatrice Chebet                                                                                   | 33'48"      | Tsigie Gebreselama                                                                      | 33'56"      | Agnes Jebet Ngetich                                                                               | 34'00"      |
| Gara maschile U20 (8 km)  | Ishmael Kipkurui                                                                                  | 24'29"      | Reynold Cheruiyot                                                                       | 24'30"      | Boki Diriba                                                                                       | 24'31"      |
| Gara femminile U20 (6 km) | Senayet Getachew                                                                                  | 20'53"      | Medina Eisa                                                                             | 21'00"      | Pamela Kosgei                                                                                     | 21'01"      |
| Staffetta                 |                                                                                                   |             |                                                                                         |             |                                                                                                   |             |
| Staffetta mista (8 km)    | Kenya Emmanuel Wanyonyi Mirriam Cherop Kyumve Munguti Brenda Chebet                               | 23'14"      | Etiopia Adehena Kasaye Hawi Abera Getnet Wale Birke Haylom                              | 23'21"      | Australia Oliver Hoare Jessica Hull Stewart McSweyn Abbey Caldwell                                | 23'26"      |
| A squadre                 |                                                                                                   |             |                                                                                         |             |                                                                                                   |             |
| Gara maschile (10 km)     | Kenya Geoffrey Kamworor (4) Kibiwott Kandie (5) Daniel Ebenyo (6) Sabastian Kimaru Sawe (7)       | 22 p.       | Etiopia Berihu Aregawi (2) Hailemariyam Amare (9) Mogos Tuemay (10) Selemon Barega (12) | 33 p.       | Uganda Jacob Kiplimo (1) Joshua Cheptegei (3) Rogers Kibet (15) Martin Kiprotich (18)             | 37 p.       |
| Gara femminile (10 km)    | Kenya Beatrice Chebet (1) Agnes Jebet Ngetich (3) Grace Loibach Nawowuna (4) Edinah Jebitok (8)   | 16 p.       | Etiopia Tsigie Gebreselama (2) Fotyen Tesfay (5) Hawi Feysa (6) Gete Alemayehu (12)     | 25 p.       | Uganda Prisca Chesang (7) Stella Chesang (10) Doreen Chesang (11) Annet Chemengich Chelangat (13) | 41 p.       |
| Gara maschile U20 (8 km)  | Kenya Ishmael Kipkurui (1) Reynold Kipkorir Cheruiyot (2) Dennis Mutuku (9) Daniel Kinyanjui (10) | 22 p.       | Etiopia Boki Diriba (3) Bereket Zeleke (5) Abel Bekele (7) Bereket Nega (8)             | 23 p.       | Stati Uniti Emilio Young (16) Marco Langon (19) Max Sannes (21) Kole Mathison (25)                | 81 p.       |
| Gara femminile U20 (6 km) | Etiopia Senayet Getachew (1) Medina Eisa (2) Lemlem Nibret (5) Meseret Yeshaneh (7)               | 15 p.       | Kenya Pamela Kosgei (3) Faith Cherotich (4) Joyline Chepkemoi (6) Diana Chepkemoi (9)   | 22 p.       | Stati Uniti Ellie Shea (10) Irene Riggs (12) Karrie Baloga (13) Zariel Macchia (19)               | 54 p.       |

## Risultati

### Uomini

#### Individuale (uomini seniores)
| Pos.    | Atleta                | Nazione | Tempo (m's") |
| ------- | --------------------- | ------- | ------------ |
| Oro     | Jacob Kiplimo         | Uganda  | 29'17"       |
| Argento | Berihu Aregawi        | Etiopia | 29'26"       |
| Bronzo  | Joshua Cheptegei      | Uganda  | 29'37"       |
| 4       | Geoffrey Kamworor     | Kenya   | 29'37"       |
| 5       | Kibiwott Kandie       | Kenya   | 29'57"       |
| 6       | Daniel Ebenyo         | Kenya   | 30'01"       |
| 7       | Sabastian Kimaru Sawe | Kenya   | 30'04"       |
| 8       | Rodrigue Kwizera      | Burundi | 30'06"       |
| 9       | Hailemariyam Amare    | Etiopia | 30'10"       |
| 10      | Mogos Tuemay          | Etiopia | 30'11"       |

#### Squadre (uomini seniores)
| Geoffrey Kamworor     | 4 |
| Kibiwott Kandie       | 5 |
| Daniel Ebenyo         | 6 |
| Sabastian Kimaru Sawe | 7 |

| Berihu Aregawi     | 2  |
| Hailemariyam Amare | 9  |
| Mogos Tuemay       | 10 |
| Selemon Barega     | 12 |

| Jacob Kiplimo    | 1  |
| Joshua Cheptegei | 3  |
| Rogers Kibet     | 15 |
| Martin Kiprotich | 18 |

#### Individuale (uomini under 20)
| Pos.    | Atleta            | Nazione | Tempo (m's") |
| ------- | ----------------- | ------- | ------------ |
| Oro     | Ishmael Kipkurui  | Kenya   | 24'29"       |
| Argento | Reynold Cheruiyot | Kenya   | 24'30"       |
| Bronzo  | Boki Diriba       | Etiopia | 24'31"       |
| 4       | Dan Kibet         | Uganda  | 24'36"       |
| 5       | Bereket Zeleke    | Etiopia | 24'51"       |
| 6       | Keneth Kiprop     | Uganda  | 24'52"       |
| 7       | Abel Bekele       | Etiopia | 24'52"       |
| 8       | Bereket Nega      | Etiopia | 25'10"       |
| 9       | Dennis Mutuku     | Kenya   | 25'13"       |
| 10      | Daniel Kinyanjui  | Kenya   | 25'17"       |

#### Squadre (uomini under 20)
| Ishmael Kipkurui  | 1  |
| Reynold Cheruiyot | 2  |
| Dennis Mutuku     | 9  |
| Daniel Kinyanjui  | 10 |

| Boki Diriba    | 3 |
| Bereket Zeleke | 5 |
| Abel Bekele    | 7 |
| Bereket Nega   | 8 |

| Emilio Young  | 16 |
| Marco Langon  | 19 |
| Max Sannes    | 21 |
| Kole Mathison | 25 |

### Donne

#### Individuale (donne seniores)
| Pos.    | Atleta                 | Nazione | Tempo (m's") |
| ------- | ---------------------- | ------- | ------------ |
| Oro     | Beatrice Chebet        | Kenya   | 33'48"       |
| Argento | Tsigie Gebreselama     | Etiopia | 33'56"       |
| Bronzo  | Agnes Jebet Ngetich    | Kenya   | 34'00"       |
| 4       | Grace Loinach Nawowuna | Kenya   | 34'13"       |
| 5       | Fotyen Tesfay          | Etiopia | 34'30"       |
| 6       | Hawi Feysa             | Etiopia | 34'36"       |
| 7       | Prisca Chesang         | Uganda  | 34'42"       |
| 8       | Edinah Jebitok         | Kenya   | 34'45"       |
| 9       | Emily Chebet           | Kenya   | 34'49"       |
| 10      | Stella Chesang         | Uganda  | 34'58"       |

#### Squadre (donne seniores)
| Beatrice Chebet        | 1 |
| Agnes Jebet Ngetich    | 3 |
| Grace Loinach Nawowuna | 4 |
| Edinah Jebitok         | 8 |

| Tsigie Gebreselama | 2  |
| Fotyen Tesfay      | 5  |
| Hawi Feysa         | 6  |
| Gete Alemayehu     | 12 |

| Prisca Chesang             | 7  |
| Stella Chesang             | 10 |
| Doreen Chesang             | 11 |
| Annet Chemengich Chelangat | 13 |

#### Individuale (donne under 20)
| Pos.    | Atleta            | Nazione     | Tempo (m's") |
| ------- | ----------------- | ----------- | ------------ |
| Oro     | Senayet Getachew  | Etiopia     | 20'53"       |
| Argento | Medina Eisa       | Etiopia     | 21'00"       |
| Bronzo  | Pamela Kosgei     | Kenya       | 21'01"       |
| 4       | Faith Cherotich   | Kenya       | 21'10"       |
| 5       | Lemlem Nibret     | Etiopia     | 21'16"       |
| 6       | Joyline Chepkemoi | Kenya       | 21'17"       |
| 7       | Meseret Yeshaneh  | Etiopia     | 21'27"       |
| 8       | Tinbeb Asres      | Etiopia     | 21'32"       |
| 9       | Diana Chepkemoi   | Kenya       | 21'46"       |
| 10      | Ellie Shea        | Stati Uniti | 21'48"       |

#### Squadre (donne under 20)
| Senayet Getachew | 1 |
| Medina Eisa      | 2 |
| Lemlem Nibret    | 5 |
| Meseret Yeshaneh | 7 |

| Pamela Kosgei     | 3 |
| Faith Cherotich   | 4 |
| Joyline Chepkemoi | 6 |
| Diana Chepkemoi   | 9 |

| Ellie Shea     | 10 |
| Irene Riggs    | 12 |
| Karrie Baloga  | 13 |
| Zariel Macchia | 19 |

### Staffetta mista
| Pos.    | Nazione            | Atleti/e                                                                             | Tempo (m's") |
| ------- | ------------------ | ------------------------------------------------------------------------------------ | ------------ |
| Oro     | Kenya              | Emmanuel Wanyonyi, Mirriam Cherop, Kyumbe Munguti, Brenda Chebet                     | 23'14"       |
| Argento | Etiopia            | Adehena Kasaye, Hawi Abera, Getnet Wale, Birke Haylom                                | 23'21"       |
| Bronzo  | Australia          | Oliver Hoare, Jessica Hull, Stewart McSweyn, Abbey Caldwell                          | 23'26"       |
| 4       | Sudafrica          | Mafori Ryan Mphahlele, Prudence Sekgodiso, Tshepo Tshite, Caster Semenya             | 23'50"       |
| 5       | Stati Uniti        | Alec Basten, Emma Coburn, Jordan Mann, Heather Maclean                               | 24'32"       |
| 6       | Gran Bretagna      | Joseph Wigfield, Alexandra Bell, Abdellatif Sadiki, Alexandra Millard                | 24'39"       |
| 7       | Marocco            | Hafid Rizqy, Soukaina Hajji, Abdellatif Sadiki, Ikram Ouaaziz                        | 24'48"       |
| 8       | Canada             | Matthew Beaudet, Kate Current, Perry Mackinnon, Erin Teschuk                         | 24'55"       |
| 9       | Uganda             | Ronald Musagala, Linda Chebet, Abu Mayanja, Knight Aciru                             | 25'06"       |
| 10      | Nuova Zelanda      | Samuel Tanner, Rebekah Green, Eric Speakman, Anneke Grogan                           | 25'08"       |
| 11      | Spagna             | Adam Maijo, Miriam Costa, Pol Oriach, Rosalía Tárraga                                | 25'14"       |
| 12      | Cina               | Qinghua Zong, Yingcui Li, Guangyue Ren, Xia Zhou                                     | 26'27"       |
| 13      | Atleti Rifugiati   | Seyd Taha Ghafari, Josephine Tain Augustino, Fouad Idbafdil, Anjelina Nadai Lohalith | 27'15"       |
| 14      | Papua Nuova Guinea | Aquila Turalom, Scholastica Herman, Dilu Goiye, Mary Kua                             | 29'42"       |
| 15      | Figi               | Sailasa Moala, Adi Fulori Masau, Pratik Gounder, Adi Ama Masau                       | 34'27"       |

## Medagliere
Legenda
     Paese ospitante
| Posizione | Paese       | Oro | Argento | Bronzo | Totale |
| --------- | ----------- | --- | ------- | ------ | ------ |
| 1         | Kenya       | 6   | 2       | 2      | 10     |
| 2         | Etiopia     | 2   | 7       | 1      | 10     |
| 3         | Uganda      | 1   | 0       | 3      | 4      |
| 4         | Stati Uniti | 0   | 0       | 2      | 2      |
| 5         | Australia   | 0   | 0       | 1      | 1      |
| Totale    | Totale      | 9   | 9       | 9      | 27     |